# Distretto di Chulucanas
Il distretto di Chulucanas è un distretto del Perù, facente parte della provincia di Morropón, nella regione di Piura.